# 中馬健太郎
中馬 健太郎（ちゅうまん けんたろう、1980年6月27日 - ）は、静岡県出身のサッカー指導者。

## 所属クラブ・学歴
- 1996年 - 1998年  ジュビロ磐田ユース (静岡県立磐田南高等学校)
- 1999年 - 2002年  日本体育大学
- 筑波大学大学院

## 指導歴
- 2004年 -  ジュビロ磐田
  - 2004年 - 2006年 ユース フィジカルコーチ
  - 2007年 - 2009年 ジュニアユースコーチ兼フィジカルコーチ
  - 2010年 U-18・U-15 コーチ兼フィジカルコーチ
  - 2011年 - 2020年 U-18・U-15 フィジカルアドバイザー
  - 2021年 - トップチーム フィジカルコーチ
- 2016年 - 2020年  日本サッカー協会
  - 2016年 U-16日本代表 コンディショニングコーチ
  - 2017年 U-15・U-17日本代表 コンディショニングコーチ
  - 2019年 U-15・U-17・U-22日本代表 コンディショニングコーチ
  - 2020年 U-23日本代表フィジカルコーチ / U-18・U-19日本代表コンディショニングコーチ